# 鄭慧敏
鄭慧敏 （英語：Louisa Cheang Wai-wan，1963年—2021年10月2日），香港上市公司恒生銀行有限公司前行政總裁，兼香港上海滙豐銀行有限公司前董事，曾改名「鄭蔚彤」。

## 生平
鄭慧敏畢業於香港大學社會科學學士，以及香港銀行學會榮譽專業財富管理師。鄭慧敏則在1999年擔任匯豐集團若干各項職務，包括信用卡產品發展高級經理等；直至2017年7月1日（正值香港回歸20週年當日）委任恒生銀行行政總裁，接替已退休的李慧敏（袁天凡配偶），後在因為健康問題，根據恒生銀行董事局提出股東公告消息，鄭慧敏於2021年9月1日退任，由施穎茵接任行政總裁，事實上在2020年7月中，恒生銀行已發出公告表示鄭慧敏因身體情況現正接受治療，但她仍繼續履行職務。
鄭慧敏直至2021年10月2日因病離世，終年57歲，而恒生銀行和匯豐控股各董事局、全體員工等發表深切哀悼，但為了保障私隱及保留私人和家人空間，因此辦理後事、安息禮和聚會，純屬私人性質和必須低調處理。

## 興趣
鄭慧敏生前興趣是唱歌。

## 生前職位
- 恒生銀行有限公司行政總裁
- 香港上海滙豐銀行有限公司董事
- 滙豐控股有限公司集團總經理
- 富邑葡萄酒集團（英语：Treasury Wine Estates）獨立非執行董事
- 香港公益金
- 中國銀聯